# Хорхот, Георгий Александрович
Георгий Александрович Хо́рхот (29 декабря 1939, Киев — 14 мая 2014, Киев) — советский и украинский архитектор, заслуженный архитектор Украины (1994), лауреат Государственной премии Украины в области архитектуры (2005), лауреат Премии Совета Министров СССР (1991), руководитель творческой мастерской «Г.Хорхот», призёр и лауреат конкурса «Архитектура и дизайн».

## Бриография
Георгий Хорхот родился 29 декабря 1939 в Киеве, в семье архитектора Александра Яковлевича Хорхота. В 1964 году окончил Киевский инженерно-строительный институт (архитектурный факультет). Работал главным архитектором проектов в Украинском зональном научно-исследовательском и проектном институте по гражданскому строительству (ОАО «КиевЗНИИЭП»). 16 марта 1999 года принимал участие в специальном заседании Совета Президиума Союза архитекторов Украины в Доме архитектора.
Скончался 14 мая 2014 в Киеве.

## Реализованные проекты
- Гелиоцентр в Алуште;
- Отель в Славутиче;
- Дом культуры в Херсоне;
- Отель «Интурист» в Одессе;
- Проект реконструкции «Зеленого театра»;
- Дом АБ «Боркбизнесбанк» в Киеве по проспекту Победы, 44;
- Жилой дом в Киве по ул. Воровского, 36;
- Жилой комплекс в Киеве по ул. Щорса, 44.